# Colin Montgomerie
Colin Stuart Montgomerie (23 de junio de 1963) es un golfista escocés. A menudo es llamado por su apodo 'Monty'. En el PGA European Tour ha encabezado la Orden del Mérito ocho veces y triunfado en 31 torneos. Además ha terminado en segundo puesto en cinco Torneos majors. También es conocido para su excepcional marca en la Ryder Cup, con 23,5 puntos en 36 partidos.

## Primeros años
Aunque escocés de nacimiento y pertenencia étnica, fue registrado en Yorkshire, donde su padre James era un gerente corporativo. Sin embargo, se educó en la Escuela Strathallan en Perthshire. Su padre llegaría a ser más tarde el secretario del Club de Golf Troon Real, uno de los más famosos de Escocia. Montgomerie ha sido uno de los primeros golfistas británicos en ir a un colegio de los Estados Unidos, asistiendo a la Universidad Bautista de Houston. En años posteriores, muchos golfistas británicos jóvenes superiores (p.ej. Luke Donald) seguirían el camino de Monty a universidades de los Estados Unidos. Monty pronto se dio cuenta de que la Universidad Bautista de Houston no le convenía y se escapó por el caño del desagüe de su residencia de estudiantes.
Ganó tres torneos de aficionados escoceses importantes — el Scottish Youths Championship 1983, el Scottish Stroke Play Championship 1985 y el Scottish Amateur Championship 1987. También jugó para Escocia dos veces en el Trofeo Eisenhower (1984 y 1986) y para Gran Bretaña e Irlanda del Norte en la Walker Cup (1985 y 1987).

## Victorias en el Tour Europeo (31)
- 1989 - Portuguese Open - TPC
- 1991 - Scandinavian Masters
- 1993 - Heineken Dutch Open, Volvo Masters Andalucía
- 1994 - Open de España, Murphy's English Open, Volvo German Open
- 1995 - Volvo German Open, Trophée Lancôme
- 1996 - Clásico del Desierto de Dubái, Murphy's Irish Open, Masters Europeo
- 1997 - Compaq European Grand Prix, Murphy's Irish Open
- 1998 - Volvo PGA Championship, One 2 One British Masters, Linde German Masters
- 1999 - Benson and Hedges International Open, Volvo PGA Championship, Standard Life Loch Lomond, Volvo Scandinavian Masters, BMW International Open
- 2000 - Novotel Perrier Open de France, Volvo PGA Championship
- 2001 - Murphy's Irish Open, Volvo Scandinavian Masters
- 2002 - Volvo Masters Andalucía (título compartido con Bernhard Langer cuando cayó la oscuridad en el segundo hoyo de desempate)
- 2004 - Caltex Masters
- 2005 - Dunhill Links Championship
- 2006 - Hong Kong Open
- 2007 - Smurfit Kappa European Open

## Victorias como amateur (3)
- 1983 - Scottish Youths Championship
- 1985 - Scottish Stroke Play Championship
- 1987 - Scottish Amateur Championship

## Otros triunfos profesionales
- 1996 - Nedbank Million Dollar Challenge (Sudáfrica - evento no oficial)
- 1997 - Andersen Consulting World Championship of Golf, King Hassan II Trophy, Copa Mundial de Golf (individual)
- 1999 - Cisco World Match Play Championship
- 2000 - Skins Game
- 2001 - Ericsson Masters (PGA Tour de Australasia)
- 2002 - TCL Classic (Tour de Asia)
- 2003 - Macau Open (Tour de Asia)
- 2007 - OMEGA Mission Hills World Cup (con Marc Warren)

## Triunfos en torneos de veteranos (13)
- 2013 - Masters Europeo de Veteranos
- 2014 - Campeonato de la PGA de Veteranos, Abierto de los Estados Unidos de Veteranos, Masters Europeo de Veteranos, Abierto de Rusia de Veteranos
- 2015 - Campeonato de la PGA de Veteranos, Masters Europeo de Veteranos, MCB Tour Championship
- 2016 - Pacific Links Bear Mountain Championship
- 2017 - Japan Airlines Championship, SAS Championship
- 2018 - Shipco Masters
- 2019 - Invesco QQQ Championship

## Resultados en los grandes
| Torneo               | 1990 | 1991 | 1992 | 1993 | 1994 | 1995 | 1996 | 1997 | 1998 | 1999 |
| -------------------- | ---- | ---- | ---- | ---- | ---- | ---- | ---- | ---- | ---- | ---- |
| Masters de Augusta   | -    | -    | T37  | T52  | CUT  | T17  | T39  | T30  | T8   | T11  |
| U.S. Open            | -    | -    | 3    | T33  | 2    | T28  | T10  | 2    | T18  | T15  |
| Abierto Británico    | T48  | T26  | CUT  | CUT  | T8   | CUT  | CUT  | T24  | CUT  | T15  |
| Campeonato de la PGA | -    | -    | T33  | CUT  | T36  | 2    | CUT  | T13  | T44  | T6   |

| Torneo               | 2000 | 2001 | 2002 | 2003 | 2004 | 2005 | 2006 | 2007 | 2008 |
| -------------------- | ---- | ---- | ---- | ---- | ---- | ---- | ---- | ---- | ---- |
| Masters de Augusta   | T19  | CUT  | T14  | CUT  | CUT  | -    | CUT  | CUT  | -    |
| U.S. Open            | T46  | T52  | CUT  | T42  | -    | T42  | T2   | CUT  | CUT  |
| Abierto Británico    | T26  | T13  | 82   | Ret  | T25  | 2    | CUT  | CUT  |      |
| Campeonato de la PGA | T39  | Des  | CUT  | CUT  | 70   | CUT  | CUT  | T42  |      |

CUT = No pasó el corte

Ret = Retirado

Des = Descalificado

"T" = Empatado

Fondo amarillo indica un puesto entre los diez primeros (top ten)